# جیمز اینگرام
جیمز اینگرام (انگلیسی: James Ingram؛ زادهٔ ۱۶ فوریهٔ ۱۹۵۲ – درگذشته ۲۹ ژانویه ۲۰۱۹) یک موسیقی‌دان اهل ایالات متحده آمریکا بود. وی از سال ۱۹۷۳ میلادی تا هنگام مرگ مشغول فعالیت بوده‌است.
در اجرای آهنگ ما دنیاییم که توسط مایکل جکسون و لایونل ریچی نوشته شده بود شرکت داشت.
در جشن سی امین سالگرد فعالیت هنری مایکل جکسون در سال ۲۰۰۱ و در کنار گلوریا استفان ترانه I Just Can't Stop Loving You را اجرا کرد.